# Cornice Peak (Kanadensiska Klippiga bergen)
Cornice Peak är en bergstopp i Kanada.   Den ligger i provinsen British Columbia, i den centrala delen av landet, 3 100 km väster om huvudstaden Ottawa. Toppen på Cornice Peak är 2 782 meter över havet, eller 46 meter över den omgivande terrängen. Bredden vid basen är 0,30 km.
Terrängen runt Cornice Peak är huvudsakligen mycket bergig. Trakten runt Cornice Peak är nära nog obefolkad, med mindre än två invånare per kvadratkilometer.. Det finns inga samhällen i närheten. 
Trakten runt Cornice Peak består i huvudsak av gräsmarker.